# 格林伍德鎮區 (密歇根州奧希阿納縣)
格林伍德鎮區（英語：Greenwood Township）是位於美國密歇根州奧希阿納縣的一個行政鎮區。

## 地方資料
格林伍德鎮區的面積為93.20平方千米，當中陸地面積為92.70平方千米，而水域面積為0.50平方千米。根據2020年美國人口普查的數據，當地共有人口1156人，而人口密度為每平方千米12.4人。